# Rennrodel-Europameisterschaften 1988
Die 31. Rennrodel-Europameisterschaften 1988 fanden vom 30. bis 31. Januar auf der Kunsteisbahn am Königssee in der Bundesrepublik Deutschland statt. Königssee war bereits zum fünften Mal Austragungsort dieses Wettbewerbes. Erstmals wurde der Teamwettbewerb ausgetragen. 

## Einsitzer der Frauen
| Platz | Sportler           | Land | Gesamtzeit Rückstand |
| ----- | ------------------ | ---- | -------------------- |
| 1     | Ute Oberhoffner    | GDR  | 1:35,525             |
| 2     | Veronika Bilgeri   | FRG  | 1:35,610 / +0,085    |
| 3     | Cerstin Schmidt    | GDR  | 1:35,627 / +0,102    |
| 4     | Steffi Walter      | GDR  | 1:35,696 / +0,171    |
| 5     | Gabriele Kohlisch  | GDR  | 1:35,837 / +0,312    |
| 6     | Marie-Luise Rainer | ITA  | 1:36,278 / +0,753    |

## Einsitzer der Männer
| Platz | Sportler            | Land | Gesamtzeit Rückstand |
| ----- | ------------------- | ---- | -------------------- |
| 1     | Georg Hackl         | FRG  | 1:35,800             |
| 2     | Markus Prock        | AUT  | 1:36,107 / +0,307    |
| 3     | Johannes Schettel   | FRG  | 1:36,335 / +0,535    |
| 4     | Michael Walter      | GDR  | 1:36,518 / +0,718    |
| 5     | Max Burghartswieser | FRG  | 1:36,726 / +0,926    |
| 6     | Sergei Danilin      | URS  | 1:36,736 / +0,936    |
| 8     | Jens Müller         | GDR  | 1:36,890 / +1,090    |
| 15    | Thomas Jacob        | GDR  | 1:37,577 / +1,777    |
| 20    | René Friedl         | GDR  | 1:38,019 / +2,219    |

## Doppelsitzer der Männer
| Platz | Sportler                             | Land | Gesamtzeit Rückstand |
| ----- | ------------------------------------ | ---- | -------------------- |
| 1     | Thomas Schwab Wolfgang Staudinger    | FRG  | 1:34,938             |
| 2     | Hansjörg Raffl Norbert Huber         | ITA  | 1:35,199 / +0,261    |
| 3     | Jewgeni Beloussow Alexander Beljakow | URS  | 1:35,375 / +0,437    |
| 4     | Uwe Reindl Max Burghartswieser       | FRG  | 1:35,533 / +0,595    |
| 5     | Witali Melnik Dmitri Alexejew        | URS  | 1:35,788 / +0,850    |
| 6     | Kurt Brugger Wilfried Huber          | ITA  | 1:35,808 / +0,870    |
| 8     | Marco Ernst Olaf Paschold            | GDR  | 1:36,031 / +1,093    |
| 10    | René Keller Sven Eggert              | GDR  | 1:36,397 / +1,459    |

## Teamwettbewerb
| Platz | Land | Sportler                                                                                              | Punkte          |
| ----- | ---- | --- | --------------- |
| 1     | FRG  | Georg Hackl Johannes Schettel Kerstin Langkopf Veronika Bilgeri Thomas Schwab / Wolfgang Staudinger   | 140             |
| 2     | GDR  | Michael Walter Jens Müller Cerstin Schmidt Ute Oberhoffner Marco Ernst / Olaf Paschold                | 125 (244,229 s) |
| 3     | ITA  | Wilfried Huber Paul Hildgartner Marie-Luise Rainer Gerda Weißensteiner Hansjörg Raffl / Norbert Huber | 125 (244,665 s) |
| 4     | URS  | | 116             |
| 5     | AUT  | | 115             |
| 6     | USA  | | 106             |

## Medaillenspiegel
| Platz | Land                            | Gold | Silber | Bronze | Gesamt |
| ----- | ------------------------------- | ---- | ------ | ------ | ------ |
| 1     | BR Deutschland                  | 3    | 1      | 1      | 5      |
| 2     | Deutsche Demokratische Republik | 1    | 1      | 1      | 3      |
| 3     | Italien                         | –    | 1      | 1      | 2      |
| 4     | Österreich                      | –    | 1      | –      | 1      |
| 5     | Sowjetunion                     | –    | –      | 1      | 1      |